# Jan Theuninck
Jan Theuninck (n. 7 iunie 1954 ), pictor și poet contemporan belgian, născut în Zonnebeke, Belgia.